# Anne McClintock
Anne McClintock est une auteure, une militante féministe et une universitaire, originaire du Zimbabwe, qui a publié de nombreux ouvrages sur les questions de la sexualité, la race, l'impérialisme et le nationalisme, mais aussi la culture populaire et visuelle, la photographie, la publicité et la théorie culturelle. Elle est professeur en études des femmes et études de genre dans diverses universités américaines.

## Biographie
Anne McClintock est née à Harare en 1954,. Encore enfant, sa famille déménage en Afrique du Sud, où elle participe au mouvement anti-apartheid. Elle commence ses études universitaires à l'Université du Cap. Elle y obtient une licence d'anglais en 1977, avant de quitter l'Afrique du Sud pour le Royaume-Uni pour préparer une maîtrise de linguistique à l'Université de Cambridge. En 1989, elle obtient un doctorat en littérature anglaise à l'Université Columbia,.
Tout en publiant des essais, elle enseigne ensuite à l'Université Columbia et à l'Université de New York. puis elle devient professeure en anglais et en études des femmes et des genres à l'Université du Wisconsin à Madison,, où elle enseigne de 1999 à 2015.
À partir de 2015, elle est professeur à Princeton, pour le programme d'études sur le genre et la sexualité, et est également affiliée au Princeton Environmental Institute et au département d'anglais de cette Université de Princeton.

## Thèmes de ses essais et ouvrages
Son travail explore les relations de genre, de race et de pouvoir de classe de l'époque victorienne à l'époque contemporaine, en Angleterre, Afrique australe, Irlande et États-Unis.

## Principaux ouvrages
- 1989 : (en) Double jeopardy : race and gender in Victorian and South African culture, Columbia University, 1989, 337 p. (OCLC 22948304).* 1989 : * (en) Gail Godwin : liberation of the Southern belle, University of North Carolina at Chapel Hill, 48 p. (OCLC 20129198).
- 1993 : (en) Sex workers and sex work, Durham, Duke University Press, 252 p. (OCLC 32805399).
- 1995 : * (en) Psychoanalysis, race and female fetishism (OCLC 862157285).
- 1995 : (en) Imperial leather : Race, gender, and sexuality in the colonial contest, New York, Routledge, 449 p. (ISBN 978-0-415-90889-4)[5]. C'est son ouvrage le plus connu[2].
- 1997 : (en) Dangerous liaisons : Gender, nation, and postcolonial perspectives, Minneapolis, University of Minnesota Press, 551 p. (ISBN 978-0-8166-2648-9)
- 2001 : (en) Double crossings : Madness, sexuality, and imperialism : the 2000 Garnett Sedgewick memorial lecture, Vancouver, Ronsdale Press, 31 p. (ISBN 978-0-921870-85-2).

## Articles ou chapitres d'ouvrage (sélection)
- 1998 : (sv) « Den kvinnliga fetischismens återkomst och fiktionen om fallos », Divan,‎ 1998, p. 16-37 (ISSN 1101-1408).
- 2006 : « Race, classe, genre et sexualité : entre puissance d’agir et ambivalence coloniale », Multitudes,‎ 2006, p. 109-121 (DOI 10.3917/mult.026.0109, lire en ligne)
- 2010 : « Le postcolonialisme et l’ange du progrès », dans Ruptures postcoloniales. Les nouveaux visages de la société française, La Découverte, 542 p. (ISBN 978-2-7071-5689-1, lire en ligne), p. 96-104